# Chrust (album)
Chrust – debiutancki, solowy album Igora Herbuta z autorskimi utworami, wydany 17 kwietnia 2020 przez Agora S.A.

## Lista utworów
| Nr  | Tytuł utworu            | Tekst          | Muzyka          | Długość |
| --- | ----------------------- | -------------- | --------------- | ------- |
| 1.  | „Latające słonie”       | Igor Herbut    | Igor Herbut     | 5:50    |
| 2.  | „Jasny”                 | Igor Herbut    | Igor Herbut     | 6:19    |
| 3.  | „Tańczmy”               | Igor Herbut    | Igor Herbut     | 4:11    |
| 4.  | „Miłość i mleko”        | Igor Herbut    | Igor Herbut     | 8:52    |
| 5.  | „Wdzięczność”           | Igor Herbut    | Igor Herbut     | 3:40    |
| 6.  | „Ro”                    | Igor Herbut    | Igor Herbut     | 5:26    |
| 7.  | „Corda”                 | Igor Herbut    | Igor Herbut     | 5:40    |
| 8.  | „Kroki”                 | Igor Herbut    | Igor Herbut     | 4:12    |
| 9.  | „Los”                   | Leopold Staff  | Igor Herbut     | 3:18    |
| 10. | „Amnezja i amnestia”    | Igor Herbut    | Igor Herbut     | 6:38    |
| 11. | „Nie”                   | Igor Herbut    | Igor Herbut     | 5:48    |
| 12. | „Krakowski spleen”      | Olga Jackowska | Marek Jackowski | 4:02    |
| 13. | „Jasny” (Band Version)  | Igor Herbut    | Igor Herbut     | 6:05    |
| 14. | „Tańczmy” (Bonus Track) | Igor Herbut    | Igor Herbut     | 6:22    |
|     |                         |                |                 | 1:16:23 |